# Jordan Henderson
Jordan Brian Henderson, MBE (* 17. Juni 1990 in Sunderland) ist ein englischer Fußballspieler. Seit Juli 2025 der Mittelfeldspieler beim FC Brentford unter Vertrag. Er spielte 12 Jahre beim FC Liverpool, davon acht Jahre als Mannschaftskapitän. Mit Liverpool gewann er unter anderem die UEFA Champions League 2018/19 und die Premier League 2019/20. Darüber hinaus ist er englischer Nationalspieler.

## Karriere

### Verein
Henderson wurde in der Nachwuchsabteilung des AFC Sunderland ausgebildet, ehe er 2008 in den Profikader des Klubs stieß. Sein Debüt in der Premier League gab er am 1. November 2008 in der Begegnung mit dem FC Chelsea, als er bei der 0:5-Auswärtsniederlage zur Halbzeit für Steed Malbranque eingewechselt wurde. Zwei Wochen darauf, am 12. November, kam er im League Cup zu seinem Premierenspiel. Damals wurde er von Trainer Roy Keane in der Startformation aufgeboten. Die Partie wurde 1:2 verloren. Nachdem Keane im Dezember 2008 gekündigt wurde, kam Henderson nicht mehr zum Einsatz. Im Januar 2009 beschlossen die AFC-Verantwortlichen, den Nachwuchsakteur für einen Monat an Coventry City zu verleihen. Bald darauf wurden der Leihvertrag geändert, sodass der Mittelfeldspieler bis zum Saisonende in Coventry blieb. Während des Leihgeschäftes verletzte sich Henderson und fiel längere Zeit aus. Insgesamt kam er zu 13 Pflichtspielpartien in der Football League Championship für Coventry.
2009/10 schaffte er schließlich seinen Durchbruch bei Sunderland. Hinter Angreifer Darren Bent spielte er die zweitmeisten Premier-League-Partien im Team. Als Lohn für seine Entwicklung verlängerte der Klub bereits im Oktober 2009 seinen Vertrag. In seiner ersten vollständigen Saison bei Sunderland belegte er mit seinem Team Platz 13 in der höchsten englischen Fußballklasse. Nach der Sommerpause 2010 erhielt der Mittelfeldspieler das Trikot mit der Nummer 10, die des Spielmachers. Auch in der Spielzeit 2010/11 war Henderson eine wichtige Säule im Team und Leistungsträger. Dies weckte schließlich Begehrlichkeiten der englischen Top-Klubs. Sein Vertrag beim AFC galt bis 2015.
In der Sommerpause 2011 wechselte Henderson zum FC Liverpool. 2015 wurde er zum Mannschaftskapitän, der er acht Jahre bleiben sollte. Unter Trainer Jürgen Klopp erlebte der Verein eine der erfolgreichsten Jahre der vergangenen Jahrzehnte. Neben dem Gewinn der UEFA Champions League 2018/19 mit Liverpool durch einen 2:0-Finalsieg gegen Tottenham Hotspur, gewann Henderson mit dem Club auch den UEFA Supercup im August 2019, sowie im Dezember 2019 die FIFA-Klub-Weltmeisterschaft 2019 gegen Flamengo Rio de Janeiro mit 1:0 nach Verlängerung. Sechs Monate später folgte der Meistertitel in der Premier League. Es war die erste Meisterschaft für Liverpool seit 30 Jahren. 2020 wurde er zu Englands Fußballer des Jahres gewählt.
Im Sommer 2023 wechselte er nach Saudi-Arabien zu Al-Ettifaq, kehrte aber nach nur sechs Monaten im Januar 2024 nach Europa zu Ajax Amsterdam zurück. Im Sommer 2025 verließ er Amsterdam. Daraufhin wechselte er zum FC Brentford und unterschrieb dort einen Vertrag bis 2027.

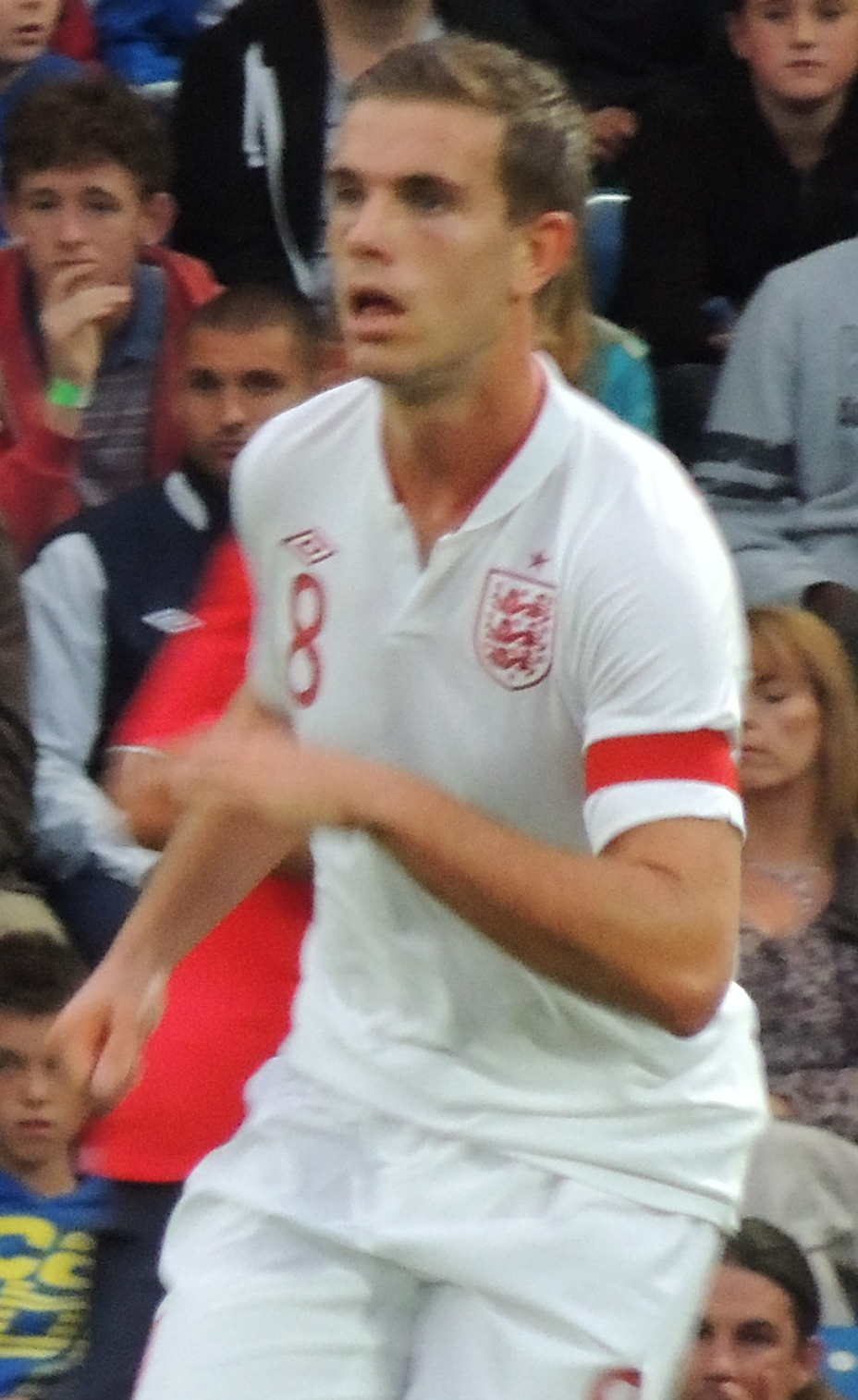
Henderson als Kapitän der englischen U-21

### Nationalmannschaft
Henderson durchlief verschiedene Nachwuchsnationalmannschaften Englands. Er lief regelmäßig für die U-21 auf. Seine Leistungen in der Liga brachten ihm 2010 dann auch die erste Nominierung für die englische A-Nationalmannschaft. Am 17. November 2010 kam der Mittelfeldspieler so zu seinem Debüt, als ihn Trainer Fabio Capello im Freundschaftsspiel gegen Frankreich in der Startelf aufbot und durchspielen ließ. Jedoch verlief Hendersons Debüt weniger gut, sodass er nach Spielende der Kritik ausgesetzt war. Neben ihm kam auch sein U-21-Nationalmannschaftskollege Andy Carroll zu seinem ersten Einsatz für die A-Nationalmannschaft. Zur Europameisterschaft 2012 wurde er für den verletzten Frank Lampard nachnominiert und wurde im ersten Gruppenspiel gegen Frankreich spät eingewechselt.
Bei der Fußball-Europameisterschaft 2016 in Frankreich wurde er in das englische Aufgebot aufgenommen. Seinen einzigen Einsatz hatte er im dritten Gruppenspiel gegen die Slowakei. Da das Team bereits vorher für das Achtelfinale qualifiziert gewesen war, durfte er die Partie über 90 Minuten spielen.
Im Jahr 2021 wurde er in den englischen Kader für die Fußball-Europameisterschaft berufen, der das Finale gegen Italien im Elfmeterschießen im heimischen Wembley-Stadion verlor.
Im Jahr 2022 wurde Henderson in den englischen Kader für die Fußball-WM in Katar berufen.

## Erfolge
FC Liverpool
- League Cup: 2011/12, 2021/22
- UEFA Champions League: 2018/19
- UEFA Super Cup: 2019
- FIFA-Klub-Weltmeisterschaft: 2019
- Premier League: 2019/20
- FA-Cup: 2021/22
- FA Community Shield: 2022

Nationalmannschaft
- Vize-Europameister: 2021 mit England

Auszeichnungen
- Englands Fußballer des Jahres: 2020 (Journalisten-Wahl)[18]